# Revolution Radio
Albums de Green Day
¡Tré!
(2012) Father of All Motherfuckers
(2020)
Singles
1. Bang Bang
Sortie : 11 août 2016
2. Still Breathing
Sortie : 12 novembre 2016
3. Revolution Radio
Sortie : 16 mai 2017

Revolution Radio est le douzième album studio du groupe de punk rock américain Green Day, sorti le 7 octobre 2016 sur le label Reprise Records. Son premier single, Bang Bang, a été dévoilé sur les ondes et sur Facebook le 11 août 2016.

## Liste des chansons
| 1.    | Somewhere Now         | 4:09 |
| 2.    | Bang Bang             | 3:25 |
| 3.    | Revolution Radio      | 3:01 |
| 4.    | Say Goodbye           | 3:39 |
| 5.    | Outlaws               | 5:03 |
| 6.    | Bouncing Off the Wall | 2:40 |
| 7.    | Still Breathing       | 3:45 |
| 8.    | Youngblood            | 2:33 |
| 9.    | Too Dumb to Die       | 3:24 |
| 10.   | Troubled Times        | 3:05 |
| 11.   | Forever Now           | 6:52 |
| 12.   | Ordinary World        | 3:03 |
| 44:29 |                       |      |

## Accueil

### Classements et certifications
| Classement musical                     | Meilleure position |
| -------------------------------------- | ------------------ |
| Allemagne (Media Control AG)           | 2                  |
| Australie (ARIA)                       | 2                  |
| Autriche (Ö3 Austria Top 40)           | 4                  |
| Belgique (Flandre Ultratop)            | 2                  |
| Belgique (Wallonie Ultratop)           | 6                  |
| Canada (Canadian Albums Chart)         | 1                  |
| Danemark (Tracklisten)                 | 31                 |
| Écosse (OCC)                           | 1                  |
| Espagne (Promusicae)                   | 6                  |
| États-Unis (Billboard 200)             | 1                  |
| États-Unis (Billboard Top Rock Albums) | 1                  |
| Finlande (Suomen virallinen lista)     | 5                  |
| France (SNEP)                          | 13                 |
| Irlande (Irish Albums Chart)           | 1                  |
| Italie (FIMI)                          | 1                  |
| Norvège (VG-lista)                     | 8                  |
| Nouvelle-Zélande (RIANZ)               | 1                  |
| Pays-Bas (Mega Album Top 100)          | 4                  |
| Portugal (AFP)                         | 8                  |
| Royaume-Uni (UK Albums Chart)          | 1                  |
| Royaume-Uni (Rock & Metal Albums)      | 1                  |
| Suède (Sverigetopplistan)              | 2                  |
| Suisse (Schweizer Hitparade)           | 2                  |

| Pays              | Ventes    | Certifications |
| ----------------- | --------- | -------------- |
| Italie (FIMI)     | 25 000 +  | Or             |
| Royaume-Uni (BPI) | 100 000 + | Or             |

## Crédits
- Billie Joe Armstrong – Chant, guitare
- Mike Dirnt – Basse, chœurs
- Tré Cool – Batterie, percussions